# Tuffi ai campionati mondiali di nuoto 2009 - Trampolino 1 metro femminile
La gara si è disputata il 19 luglio 2009 e vi hanno partecipato 29 atlete di 20 nazioni differenti; le prime 12 dopo il primo turno sono passate alla finale.

## Medaglie
| Posizione | Atleta           | Paese  |
| --------- | ---------------- | ------ |
|           | Julija Pachalina | Russia |
|           | Wu Minxia        | Cina   |
|           | Wang Han         | Cina   |

## Risultati
| Pos. | Atleta                              | Prel.  | Prel. | Finale | Finale |
| Pos. | Atleta                              | Punti  | Pos.  | Punti  | Pos.   |
| ---- | ----------------------------------- | ------ | ----- | ------ | ------ |
|      | Julija Pachalina Russia             | 315.35 | 1     | 325.05 | 1      |
|      | Wu Minxia Cina                      | 292.25 | 2     | 311.90 | 2      |
|      | Wang Han Cina                       | 282.30 | 4     | 303.95 | 3      |
| 4    | Tania Cagnotto Italia               | 285.20 | 3     | 296.60 | 4      |
| 5    | Sharleen Stratton Australia         | 263.40 | 8     | 284.15 | 5      |
| 6    | Maria Elisabetta Marconi Italia     | 275.40 | 5     | 268.80 | 6      |
| 7    | Rebecca Gallantree Regno Unito      | 261.60 | 9     | 267.55 | 7      |
| 8    | Christina Loukas Stati Uniti        | 264.40 | 7     | 266.35 | 8      |
| 9    | Katja Dieckow Germania              | 247.15 | 12    | 265.40 | 9      |
| 10   | Melanie Rinaldi Canada              | 270.95 | 6     | 256.35 | 10     |
| 11   | Veronika Kratochwil Austria         | 252.00 | 11    | 238.30 | 11     |
| 12   | Jennifer Abel Canada                | 260.55 | 10    | 236.80 | 12     |
| 13   | Carolin Bürger Germania             | 244.90 | 13    | -      | -      |
| 14   | Brittany Viola Stati Uniti          | 244.80 | 14    | -      | -      |
| 15   | Mun Yee Leong Malaysia              | 242.65 | 15    | -      | -      |
| 16   | Anna Pysmenska Ucraina              | 239.00 | 16    | -      | -      |
| 17   | Alevtyna Korolyova Ucraina          | 235.40 | 17    | -      | -      |
| 18   | Alexandra Croak Australia           | 234.15 | 18    | -      | -      |
| 19   | Diana Isabel Pineda Zuleta Colombia | 228.10 | 19    | -      | -      |
| 20   | ArantzaChavez Messico               | 226.45 | 20    | -      | -      |
| 21   | AnastasiaPozdniakova Russia         | 224.45 | 21    | -      | -      |
| 22   | Raisa Geurtsen Paesi Bassi          | 223.85 | 22    | -      | -      |
| 23   | Sayaka Shibusawa Giappone           | 220.35 | 23    | -      | -      |
| 24   | Leyre Eizaguirre Spagna             | 213.70 | 24    | -      | -      |
| 25   | En-Tien Huang Taipei cinese         | 212.60 | 25    | -      | -      |
| 26   | Sut Ian Choi Macao                  | 201.10 | 26    | -      | -      |
| 27   | Sio I Lei Macao                     | 187.55 | 27    | -      | -      |
| 28   | Piroska Flóra Gondos Ungheria       | 183.40 | 28    | -      | -      |
| 29   | MarijaIvezic Serbia                 | 182.85 | 29    | -      | -      |